# Jacomeno Barrett
Jacomeno Barrett (sinh ngày 3 tháng 12 năm 1984) là một cầu thủ bóng đá người Jamaica thi đấu cho Montego Bay United, ở vị trí thủ môn.

## Sự nghiệp
Barrett từng thi đấu bóng đá cho Joe Public, Sporting Central Academy và Montego Bay United.

### Quốc tế
Anh ra mắt quốc tế cho Jamaica vào tháng 2 năm 2012 trước Đội tuyển bóng đá quốc gia Cuba.